# 好塩基性斑点赤血球

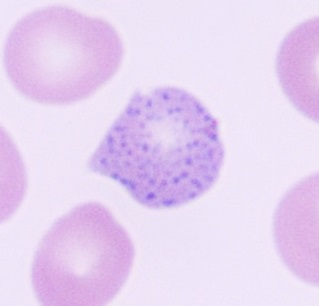
好塩基性斑点赤血球

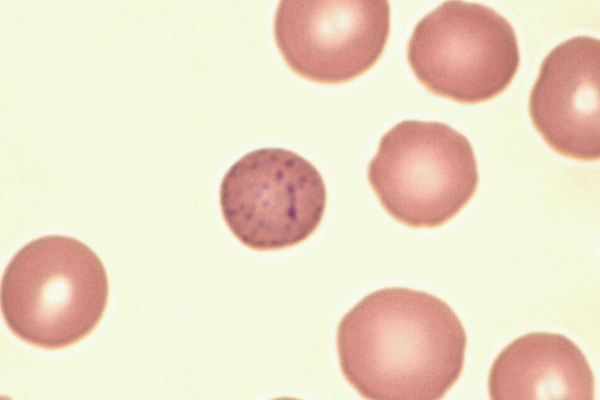
好塩基性斑点赤血球

好塩基性斑点赤血球（こうえんきせいはんてんせっけっきゅう、英語: basophilic stippling, punctate basophilia）とは、塩基性色素で青く染まる顆粒状の封入体をもつ赤血球である。鉛中毒などでみられる。好塩基斑点赤血球と表記されることもある。

## 概要
この封入体は、リボソーム、ないし、リボソームのRNAが凝集したものと考えられている。

### 生成機序
成熟した赤血球は、核のみならず、ミトコンドリア、リボソームなど、酸素運搬に不要な細胞内器官を持たない。リボソームの消失は、造血の最終段階である、網状赤血球の成熟赤血球への移行の際におきると考えられており、その際には、ピリミジン-5′-ヌクレオチダーゼが重要な機能を果たす。このリボソーム消失が不完全でリボソームやその残渣が残存していると、それらが凝集して好塩基性斑点となる。

### 臨床的意義
末梢血塗抹検査における好塩基性斑点赤血球の存在は、赤血球の産生や成熟に関わる異常の存在を示唆する。
鉛中毒との関連が有名であるが、それ以外にも、異常ヘモグロビン症、骨髄異形成症候群、ビタミンB12や葉酸の欠乏症などでもみられる。

## 好塩基性斑点赤血球がみられる病態

### 鉛等の重金属中毒

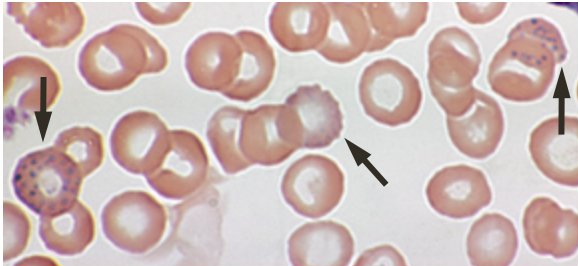
鉛中毒例の末梢血塗抹標本

好塩基性斑点赤血球は鉛中毒の所見としてよく知られる。好塩基性斑点赤血球は非特異的な所見であり、鉛中毒の診断は鉛の血中濃度測定によるが、今日でも鉛中毒の発見のきっかけとして重要である。
機序としては、鉛によるピリミジン-5'-ヌクレオチダーゼ抑制のため赤血球内にRNAが残存して生成するとされる。鉛以外に、亜鉛、ヒ素、銀、水銀などによる中毒でもみられることがあるが、鉛と比べると稀である。また、重金属中毒の場合は、好塩基性斑点が粗大であるとされる。

### ピリミジン-5'-ヌクレオチダーゼ欠損症
赤血球からリボソームが消失するのに重要なピリミジン-5'-ヌクレオチダーゼが欠損する、常染色体潜性（劣性）遺伝疾患である。溶血性貧血と好塩基性斑点赤血球がみられる。

### ヘモグロビン異常症
サラセミア、鎌状赤血球症などのヘモグロビン異常症でも好塩基性斑点赤血球がみられることがある。鉛中毒の場合と比べると、微細な傾向がある。造血が亢進して未熟な赤血球が末梢血に移行していることを反映していると考えられる。

### 巨赤芽球性貧血
ビタミンB12欠乏症、葉酸欠乏症、慢性アルコール中毒などにおける巨赤芽球性貧血においても、好塩基性斑点赤血球がみられることがある。

### 骨髄異形成症候群
骨髄異形成症候群ではしばしば好塩基性斑点赤血球がみられ、異形成所見の一つと考えられている。

### その他の血液疾患
溶血性貧血、鉄芽球性貧血、真性多血症などでも好塩基性斑点赤血球がみられることがある。

## 形態
塗抹標本では、好塩基性斑点は、赤血球内の小さな青紫色をした点状の封入体として認められる。他の赤血球内封入体とちがって、赤血球全体に均等に分布する。斑点が粗大なものと微細なものがあり、病的意義が大きいのは粗大なものである。

### 粗大な好塩基性斑点
大きなものも含むさまざまな大きさの斑点がみられる。鉛中毒、サラセミア、骨髄異形成症候群、ピリミジン-5′-ヌクレオチダーゼ欠損症、化学療法後などでみられる。

### 微細な好塩基性斑点
微細で均等な大きさの点状の斑点としてみとめられる。網状赤血球が増加している状態（赤血球の産生が亢進している状態）でみられるほか、健常人でもみられることがある。

### 形態上、鑑別すべき病態
鏡検上、好塩基性斑点と鑑別を要するものの例をあげる。

#### パッペンハイマー小体

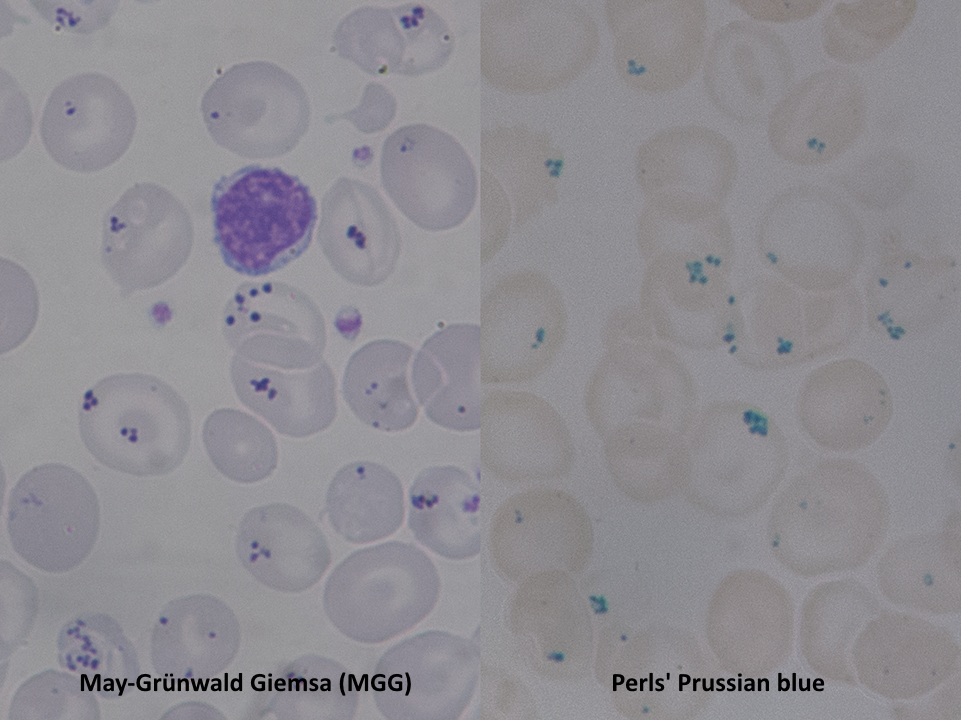
パッペンハイマー小体は、好塩基性斑点と異なり、均等には分布しない。左はメイ・グリュンワルド・ギムザ染色、右は鉄染色。

パッペンハイマー小体は、ロマノフスキー染色では好塩基性斑点によく似ているが、実体は、リボソームではなく、鉄化合物（フェリチン）の凝集したものであり、脾摘出後、鉄過剰、骨髄異形成症候群などでみられる。好塩基性斑点と異なり、分布が不均等であり、鉄染色によく染まることで鑑別可能である。

#### ハウエル・ジョリー小体

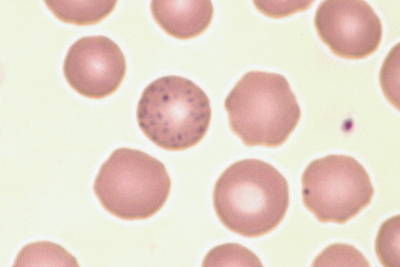
左は好塩基性斑点、右はハウエル・ジョリー小体

ハウエル・ジョリー小体は核の遺残物（DNA）であり、脾臓の摘出後等でみられる。通常は赤血球内に一個だけである。

#### その他

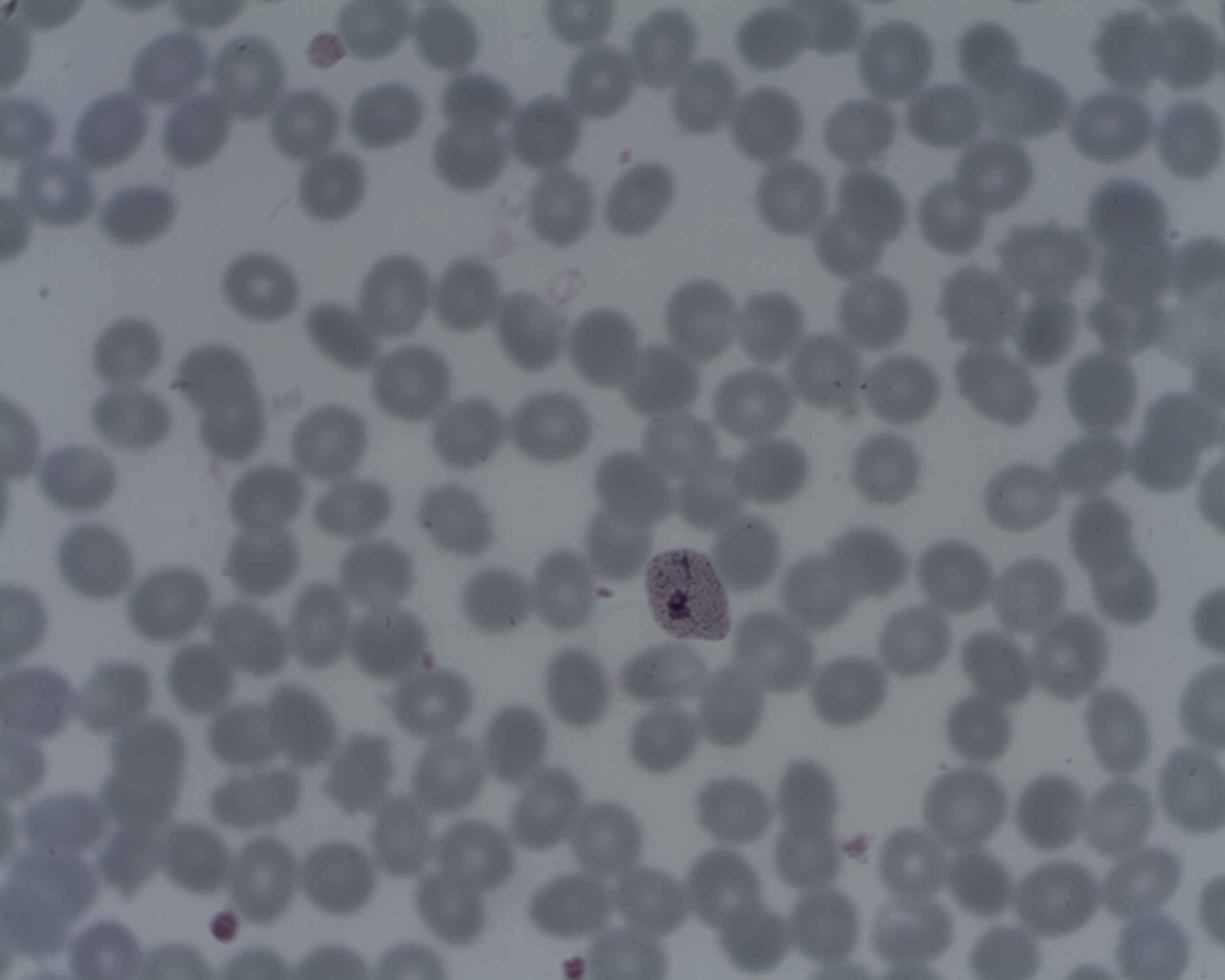
三日熱マラリア、シュフナー斑点を伴う

三日熱マラリアや卵形マラリアでは、赤血球膜に多数の赤いシュフナー斑点（Schüffner's dots）を認める。熱帯熱マラリアでは、大型で数の少ないモーラー斑点（Maurer dot）を認めることがある。

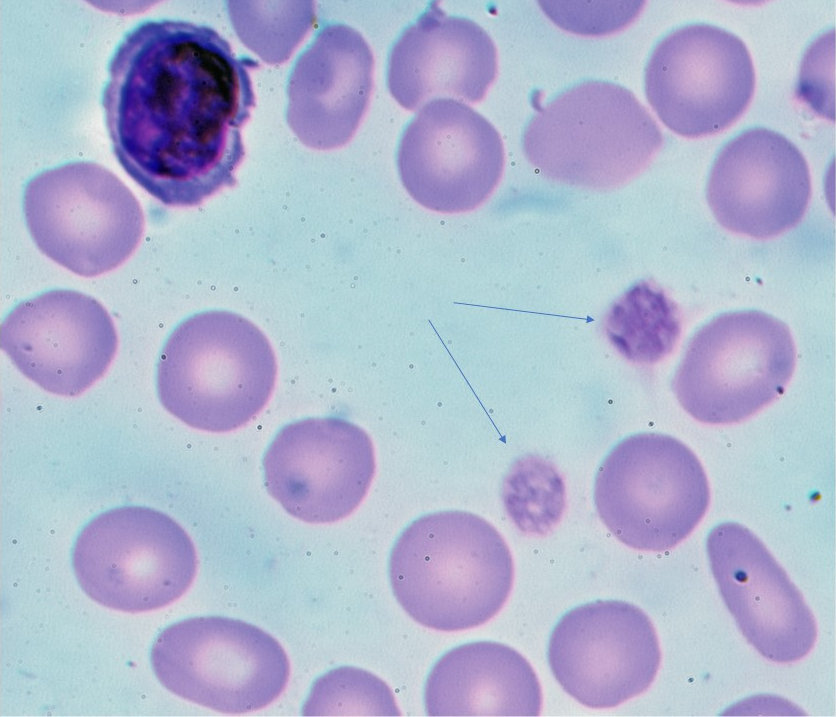
特発性血小板減少性紫斑病でみられた大型血小板（矢印）

大型血小板・巨大血小板も、赤血球ではないが、好塩基性斑点赤血球に似てみえることがある。